# Xã Perry, Quận Shelby, Ohio
Xã Perry (tiếng Anh: Perry Township) là một xã thuộc quận Shelby, tiểu bang Ohio, Hoa Kỳ. Năm 2010, dân số của xã này là 1.088 người.